# 2524 Budovicium
2524 Budovicium è un asteroide della fascia principale del diametro medio di circa 31,39 km. Scoperto nel 1981, presenta un'orbita caratterizzata da un semiasse maggiore pari a 3,1121883 UA e da un'eccentricità di 0,1611944, inclinata di 0,29043° rispetto all'eclittica.
È intitolato a Budovicium, nome latino della città di České Budějovice.